# Michaela Heigenhauser
Michaela Heigenhauser (* 24. November 1963 in Prien am Chiemsee) ist eine deutsche Schauspielerin.

## Leben
Michaela Heigenhauser nahm von 1984 bis 1986 privaten Schauspielunterricht. Von 1985 bis 1994 spielte sie mehrfach bei den Fernseh-Inszenierungen des Komödienstadels. Zugleich war sie in den Fernsehserien Im Schatten der Gipfel und Siebenbirken zu sehen. Von 1995 bis 1998 war sie in der Hauptrolle der Christl Wild neben Gerhart Lippert und seinem Nachfolger Harald Krassnitzer in der Serie Der Bergdoktor zu sehen. Weitere Fernsehserien waren Weißblaue Geschichten und München 7.
Von 1983 bis 2019 war Heigenhauser außerdem ein beständiger Teil des Chiemgauer Volkstheaters, mit dem sie jährlich deutschlandweit auftrat und auch in TV-Produktionen des Bayerischen Rundfunks mitwirkte.

## Theaterengagements
- 1983 bis 2019: Chiemgauer Volkstheater (>100 Inszenierungen)
- 2003 bis 2004: Kleine Komödie am Max II München (Ernie greift an, Regie: René Heinersdorff)

## Filmografie
- 1986 bis 1994: Der Komödienstadel (5 Folgen)
- 1991: Im Schatten der Gipfel (Fernsehserie)
- 1992: Siebenbirken (Fernsehserie, 3 Folgen)
- 1992–2003: Forsthaus Falkenau (Fernsehserie, 3 Folgen)
- 1992–2018: Chiemgauer Volkstheater
- 1993: Der Pfandlbräu
- 1994–1997: Der Bergdoktor (Fernsehserie, 52 Folgen)
- 2002: Weißblaue Geschichten (Fernsehserie, 1 Folge)
- 2002: Wilder Kaiser (Fernsehserie, 1 Folge)
- 2004–2016: München 7 (Fernsehserie, 6 Folgen)
- 2005: Lindenstraße (Fernsehserie, 1 Folge)
- 2006: Auf ewig und einen Tag (Fernsehfilm)
- 2007: Stadt, Land, Mord! (Fernsehserie, 1 Folge)
- 2010: Seppi & Hias – Bayerisch-Türkische Lausbubengeschichten (Kurzfilm)
- 2012: Um Himmels Willen (Fernsehserie, 1 Folge)
- 2017: Über Land (Fernsehserie, 3 Folgen)
- 2022: Dahoam is Dahoam (Fernsehserie, 1 Folge)